# Umbrella
"Umbrella" je pjesma barbadoške pjevačice Rihanne s rep uvodom od repera Jay Z-a. Objavljena je kao debitantski singl s njenog trećeg studijskog albuma Good Girl Gone Bad.

## O pjesmi
Pjesmu su napisali The-Dream, Christopher Stewart, Kuk Harrell i Jay Z, a producirao ju je Stewart. Objavljena je 29. ožujka 2007. godine diljem svijeta, a otad su je obradili mnogi svjetski izvođači. Postala je svevremenski hit u pop kulturi.
Pjesma je postigla velik komercijalni uspjeh. Završila je na prvom mjestu u Australiji, Kanadi, Njemačkoj, Francuskoj, Irskoj, Švedskoj, Švicarskoj, Ujedinjenom Kraljevstvu i SAD-u, kao i na jednom od prvih 10 mjesta u mnogo ostalih država. Zbog svjetskog uspjeha i pozitivnih recenzija, pjesma je postala treća od 100 najboljih pjesama 2007. na listi časopisa Rolling Stone.
2008. godine, pjesma "Umbrella" donijela je Rihanni i Jay-Zju nagradu Grammy za najbolju rep/sung suradnju (Best Rap/Sung Collaboration), te nominaciju za pjesmu godine. U Ujedinjenom Kraljevstvu proglašena je ikonskom pjesmom i jedna je od najslušanijih pjesama na radiju 2000-tih. Ostala je na vrhu britanske ljestvice 10 tjedana, što nije uspio ni jedan singl tog stoljeća.

## Popis pjesama
| SAD CD singl samo promotivni 1. "Umbrella" featuring Jay-Z (Radio Edit) - 4:14 2. "Umbrella" (No Rap Edit) - 4:00 Australski, europski CD singl 1. "Umbrella" (Radio Edit) - 4:14 2. "Umbrella" (Seamus Haji & Paul Emanuel Radio Edit) - 3:59 EU prilagođeni maxi-CD singl GR enhanced CD single 1. "Umbrella" (Radio Edit) - 4:14 2. "Umbrella" (Seamus Haji & Paul Emanuel Remix) - 4:01 3. "Umbrella" (The Lindbergh Palace Remix) - 7:54 4. "Umbrella" (Video Enhancment) Američki 12" vinil Sides A & B 1. "Umbrella" (Radio Edit) - 4:14 2. "Umbrella" (Radio Instrumental) - 4:17 Europski 12" vinil Strana A 1. "Umbrella" (Seamus Haji & Paul Emanuel Remix) - 4:01 Strana B 1. "Umbrella" (Radio Edit) - 4:14 2. "Umbrella" (Instrumental) - 4:37 | Američki, brazilski promotivni CD singl 1. "Umbrella" (Seamus Haji & Paul Emanuel Radio Edit) - 3:59 2. "Umbrella" (Jody Den Broeder Lush Radio Edit) - 4:42 3. "Umbrella" (Jody Den Broeder Destruction Radio Edit) - 4:25 4. "Umbrella" (The Lindbergh Palace Radio Edit) - 3:54 5. "Umbrella" (Seamus Haji & Paul Emanuel Club Remix) - 6:35 6. "Umbrella" (Jody Den Broeder Lush Club Remix) - 9:11 7. "Umbrella" (Jody Den Broeder Destruction Remix) - 7:57 8. "Umbrella" (The Lindbergh Palace Remix) - 7:54 9. "Umbrella" (The Lindbergh Palace Dub) - 6:46 Britanski promotivni CD singl 1. "Umbrella" (Seamus Haji & Paul Emanuel Club Mix) - 6:35 2. "Umbrella" (Jody Den Broeder Lush Club Mix) - 9:11 3. "Umbrella" (The Lindbergh Palace Remix) - 7:54 4. "Umbrella" (Jody Den Broeder Destruction Remix) - 7:57 5. "Umbrella" (The Lindbergh Palace Dub) - 6:46 6. "Umbrella" (Seamus Haji & Paul Emanuel Radio Edit) - 3:59 7. "Umbrella" (The Lindbergh Palace Radio Edit) - 3:54 |

## Top ljestvice
| Top ljestvica (2007.)                 | Najviša pozicija |
| ------------------------------------- | ---------------- |
| Australija                            | 1                |
| Austrija                              | 1                |
| Belgija (Flandrija)                   | 1                |
| Belgija (Valonija)                    | 3                |
| Kanada                                | 1                |
| Danska                                | 1                |
| Nizozemska                            | 2                |
| Finska                                | 2                |
| Francuska                             | 6                |
| Njemačka                              | 1                |
| Mađarska                              | 5                |
| Irska                                 | 1                |
| Italija                               | 3                |
| New Zealand Novi Zeland Singles Chart | 1                |
| Norveška                              | 1                |
| Rumunjska                             | 1                |
| Rusija                                | 2                |
| Španjolska                            | 1                |
| Švedska                               | 2                |
| Švicarska                             | 1                |
| Turska                                | 1                |
| Ujedinjeno Kraljevstvo                | 1                |
| SAD Billboard Hot 100                 | 1                |
| SAD Billboard Hot Dance Club Play     | 1                |
| SAD Billboard Hot R&B/Hip-Hop Songs   | 4                |
| SAD Billboard Pop 100                 | 1                |

| Godina | Ljestvica | Pozicija |
| ------ | --------- | -------- |
| 2007.  | Njemačka  | 5        |

| Chart (2000–2009)                            | Peak position |
| -------------------------------------------- | ------------- |
| UK Top 100 Songs of the Decade               | 33            |
| U.S. Billboard Hot 100 Songs of the Decade   | 57            |
| U.S. Billboard Radio Songs of the Decade     | 75            |
| U.S. Billboard Digital Songs of the Decade   | 27            |
| U.S. Billboard Ringtones of the Decade       | 29            |
| Rolling Stone's 100 Best Songs of the Decade | 23            |

| Država                 | Certifikacija (sales thresholds) | Prodaja ili isporuka |
| ---------------------- | -------------------------------- | -------------------- |
| Australija             | platinasta                       | 70 000               |
| Belgija                | platinasta                       | 40 000               |
| Kanada                 | 7× platinasta                    | 280 000              |
| Danska                 | 2× platinasta                    | 120 000              |
| Finska                 | platinasta                       | 20 000               |
| Njemačka               | platinasta                       | 300 000              |
| Novi Zeland            | platinasta                       | 15 000               |
| Rusija                 | platinasta                       | 200 000              |
| Španjolska             | 8x platinasta                    | 320 000              |
| Švicarska              | Gold                             | 15 000               |
| Ujedinjeno Kraljevstvo | platinasta                       | 600 000              |
| SAD                    | 3× platinasta                    | 3 600 000            |